# خصائص أمير المؤمنين علي بن أبي طالب (كتاب)
خصائص أمير المؤمنين علي بن أبي طالب كتاب ألفه أحمد بن شعيب النسائي أحد إئمة الحديث النبوي، حيث يجمع فيه مناقب و فضائل أمير المؤمنين علي بن أبي طالب.

## سبب التأليف
كما يصرح بذلك المؤلف النسائي في قوله: «دخلت دمشق و المنحرف بها عن علي كثير، فصنفت كتاب الخصائص، رجوت أن يهديهم الله تعالى».

## ما قيل عن الكتاب
- قول ابن حجر في كتابه: «تتبع النسائي ما خص به علي من دون الصحابة فجمع من ذلك شيئا كثيرا بأسانيد آكثرها جياد».[3]

## طباعة الكتاب
طبع الكتاب عدة مرات من عام 1303 هـ إلى عام 1404 هـ في كلا من بيروت والنجف والقاهرة ودلهي ولاهور.